# 970-е годы
970-е (девятьсо́т семидеся́тые) го́ды по юлианскому календарю — промежуток времени с 1 января 970 года по 31 декабря 979 года, включающий 970 год 7-го десятилетия   и с 971 по 979 годы    8-го десятилетия X века 1-го тысячелетия.  Они закончились 1046 лет назад.

## Важнейшие события
- Русско-византийская война (970—971)[1][2].
- 971 — князь Святослав Игоревич после сражений при Преславе и Доростоле заключил мир с византийским императором Иоанном I Цимисхием.
- 972 — гибель Святослава при возвращении в Киев у днепровских порогов в сражении с печенегами.
- 976 — Василий II Болгаробойца стал императором Византии после смерти Иоанна I Цимисхия.

## Родились
- 978 — Ярослав Мудрый, великий князь киевский.
- 979 — Матильда — третья дочь императора Священной Римской империи Оттона II и императрицы Феофано, жена пфальцграфа Лотарингии Эццо.

## Скончались
- 973 — Оттон I Великий, император Священной Римской империи.